# Citizen Cup 1988
Il  Citizen Cup 1988 è stato un torneo di tennis giocato sulla terra rossa. 
È stata l'11ª edizione del torneo, che fa parte della categoria Tier IV nell'ambito del WTA Tour 1988. 
Si è giocato all'Am Rothenbaum di Amburgo in Germania dal 25 al 31 luglio 1988.

## Campionesse

### Singolare
Steffi Graf ha battuto in finale  Katerina Maleeva con il punteggio di 6–4, 6–2

### Doppio
Jana Novotná /  Tine Scheuer-Larsen hanno battuto in finale  Andrea Betzner /  Judith Wiesner con il punteggio di 6–4, 6–2